# 李峻 (唐朝)
李峻（?—?），唐朝皇子，是唐武宗的长子，生母不详。
开成五年（840年），李峻被他父亲唐武宗封为杞王。唐武宗驾崩时，未立太子，神策军中尉馬元贄立武宗叔父光王为帝，即唐宣宗。
杞王李峻此后的经历、薨年及子女在史书上都没有记载，一说与其诸兄弟都被宣宗报复而不得善终。

## 相关作品
在TVB电视剧《宫心计》中，童星王秉熹饰演杞王李峻。剧中的杞王是一个少年，虽为武宗长子，与其母都不受宠爱，本可在武宗驾崩（剧中武宗为马元贽所弑）后登基，也因馬元贄立宣宗而未果。他受封于矩州，虽手握重兵，却并无野心，在剧末更是率军帮助唐宣宗平定马元贽乱党，并在认清宣宗是明君后谢绝了宣宗让位的承诺。